# Badanie pola widzenia
Badanie pola widzenia, zwane także perymetrią (w przypadku rzutowania siatkówki na powierzchnię kulistą) lub kampimetrią (w przypadku rzutowania na powierzchnię płaską) – badanie pozwalające na dokładne określenie ubytków w polu widzenia. Może być również przeprowadzone poprzez proste metody niewymagające użycia specjalistycznego sprzętu jak np. test Amslera. Badanie pozwala ocenić, jaki zakres przestrzeni osoba badana obejmuje wzrokiem. 
Stosuje się je w przypadku wielu chorób, które mogą powodować dysfunkcję w widzeniu, takich jak jaskra, udar mózgu, zaburzenia przysadki, guz mózgu. Badanie pola widzenia odbywa się poprzez utrzymywanie wzroku osoby badanej w jednej pozycji a następnie prezentowanie jej różnych obiektów w polu widzenia. 
Badanie może być przeprowadzone przez wyszkoloną do tego osobę na kilka sposobów. Test może być wykonany bezpośrednio przez badającego, z pomocą urządzenia lub w całości przez zautomatyzowany system badawczy. W testach z użyciem urządzeń często możliwe jest sporządzenie wydruku ukazującego pole widzenia osoby badanej.

## Metody badania

### Test Dondersa
Osoba badająca prosi pacjenta, by ten zakrył jedno oko, a drugim patrzył w kierunku wykonującego badanie. Gdy pacjent zakrywa prawe oko, osoba badająca powinna zakryć swoje lewe oko i vice versa. Następnie osoba wykonująca badanie przesuwa swoją dłoń poza i z powrotem do pola widzenia badanego. Często badający porusza wolno palcem w dłoni używanej do badania. Osoba badana mówi, kiedy zobaczy dłoń znowu w swoim polu widzenia. Test ten często jest wykonywany próbnie przed przystąpieniem do właściwej procedury badawczej.

### Perymetria
Perymetria (podobnie jak kampimetria) jest jedną z metody systematycznego badania pola widzenia. Jest to pomiar różnej wrażliwości na światło w polu widzenia osoby badanej, którego dokonuje się sprawdzając, czy pacjent widzi obiekty na tle jednolitego tła. Perymetria dokładnie mapuje i kwantyfikuje pole widzenia, szczególnie na obrzeżach pola widzenia. Nazwa pochodzi od łacińskiego słowa perimetros oznaczającego obwód.
Automatyczne perymetry są szeroko wykorzystywane w diagnostyce, testach zawodowych, ocenianiu zdolności wzrokowych, badaniach przesiewowych itp.
Wyróżnia się kilka typów perymetrii:
- W najprostszym rodzaju perymetrii przesuwa się obiekt (często białą lub kolorową szpilkę na końcu wskaźnika) na tle czarnego ekranu z białymi koncentrycznymi kręgami[4].
- Perymetr Goldmanna jest pustą białą półkulą, którą umieszcza się przed pacjentem.[4] Osoba badająca rzuca punkt świetlny o zmiennej wielkości i intensywności na powierzchnię perymetru. Punkt ten może przemieszczać się na powierzchni (perymetria kinetyczna) albo może być wyświetlany tylko w jednym miejscu (perymetria statyczna). Z użyciem tego rodzaju perymetrii można badać całe pole widzenia i metoda ta od lat jest używana do badania zmian w polu widzenia u osób chorych na jaskrę[4]. Obecnie perymetr Goldmanna coraz częściej wypierany jest przez urządzenia zautomatyzowane.
- W perymetrii automatycznej ruchomy obiekt (plamka światła) przesuwa się samoczynnie po powierzchni perymetru. Badanie może być wykonane tylko u osoby współpracującej z badającym. Oko niebadane musi być zamknięte lub przysłonięte. Pacjent siedzi przed perymetrem (zwanym inaczej polomierzem) z unieruchomioną głową (broda i czoło są podparte), wpatrując się bez przerwy w centralną część perymetru (warunek bezwzględny poprawnego wykonania badania). W innym miejscu półkulistej czaszy perymetru pojawia się punkcik świetlny poruszający się południkowo i w momencie, gdy ten punkt zostanie zauważony przez badanego, pacjent naciska guzik. Badanie powtarza się dla wielu południków i w końcu automatycznie łączy się zaznaczone punkty linią zwaną izopterą, uzyskując obszar pola widzenia[5][6]. W obrębie pola widzenia można również stwierdzić obecność tak zwanej plamki ślepej odpowiadającej obecności tarczy nerwu wzrokowego. Obecnie stosowane perymetry komputerowe umożliwiają uzyskanie wyniku nie tylko w postaci połączonych punktów wyznaczających pole widzenia, ale także w postaci skali szarości lub grafiki trójwymiarowej z możliwością animacji. Często w badaniu wykorzystuje się białe tło perymetru i światło o narastającej jasności. Ten typ perymetrii jest najpowszechniej używany w testach klinicznych oraz innych badaniach dotyczących ubytków w polu widzenia[7]. Niemniej jednak czułość tego badania jest niska, a rozrzut wyników stosunkowo duży. Ubytek nawet 25-50% fotoreceptorów w dnie oka może nie zostać wykryty w tego typu badaniu[7].
- Mikroperymetr umożliwia zlokalizowanie plamki żółtej przy użyciu metod komputerowych.

Wyróżnia się dwa podstawowe typy badań perymetrycznych. W perymetrii statycznej kilka nieruchomych punktów jest rzutowanych w tym samym czasie na powierzchnię perymetru. Początkowo w każdym punkcie rzucane jest nikłe światło. Jeśli pacjent nie widzi punktu jest on stopniowo rozjaśniany do momentu, w którym badany jest w stanie go zobaczyć. Minimalna jasność umożliwiająca zobaczenie punktu w danym miejscu stanowi lokalny próg czułości. Procedura powtarzana jest następnie w innych miejscach, dopóki całe pole widzenia nie zostanie zmapowane. Ten rodzaj perymtrii jest przeważnie wykonywany w sposób zautomatyzowany. Używa się go szczególnie w badaniach pacjentów skarżących się na mroczki, utratę widzenia peryferycznego i innych delikatnych utratach widzenia. Ten sposób badania jest również wykorzystywany w badaniach przesiewowych, diagnostyce i monitorowaniu chorób oczu, siatkówki, nerwu wzrokowego i mózgu.
Z kolei w perymetrii kinetycznej obiekt (plamka światła) jest przesuwany po powierzchni perymetru. Najpierw używa się pojedynczej plamki światła o określonej wielkości i jasności. Jest ona przesuwana w kierunku centrum pola widzenia, póki pacjent jej nie zobaczy. Badanie to powtarza się przesuwając plamkę z różnych kierunków do środka pola widzenia. Po wielu takich powtórzeniach możliwe jest wytyczenie granic pola widzenia. Następnie całą procedurę powtarza się używając innej wielkości i/lub jasności plamki. W ten sposób można zbadać wrażliwość granic pola widzenia na światło o różnej jasności. Metoda ta jest dobrą alternatywą dla pacjentów mających problem z perymetrią automatyczną, czy to ze względu na niemożność utrzymania spojrzenia nieruchomo w jednym punkcie, czy też ze względu na upośledzenie umysłowe.

## Wskazania
- jaskra
- choroby nerwu wzrokowego
- odwarstwienie siatkówki
- różne choroby siatkówki, na przykład retinopatia barwnikowa
- choroby ośrodkowego układu nerwowego
- brak reakcji źrenic na światło
- obserwacja błysków, mroczków

Perymetria ma duże znaczenie przy kwalifikacji do leczenia, ocenie leczenia oraz monitorowaniu wyników u pacjentów z idiopatycznym nadciśnieniem śródczaszkowym.